# Diocèse de Garagoa
Le diocèse de Garagoa (en latin : Dioecesis Garagoënsis ; en espagnol : Diócesis de Garagoa) est un diocèse de l'Église catholique en Colombie, suffragant de l'archidiocèse de Tunja.

## Territoire

Il comprend 25 municipalités de Boyacá : Almeida, Berbeo, Campohermoso, Chinavita,  Chivor, Garagoa, Guateque, Guayatá, Jenesano, La Capilla, Macanal,  Miraflores, Pachavita, Páez, Ramiriquí, Rondón, San Eduardo, San Luis de Gaceno, Santa María, Somondoco,  Sutatenza,  Tenza, Tibaná, Úmbita et Zetaquira.
Il possède un territoire d'une superficie de 4 400 km2 divisé en 33 paroisses. Le siège épiscopal est dans la ville de Garagoa où se trouve la cathédrale Notre-Dame-de-la-Candelaria. Le sanctuaire de Notre-Dame-de-Protection à Chinavita est un lieu de pèlerinage à la Vierge.

## Historique
Le diocèse est érigé le 26 avril 1977 par la constitution apostolique Cum Venerabilis du pape Paul VI en prenant une partie du territoire de l'archidiocèse de Tunja dont Garagoa devient suffragant.
Par la lettre apostolique Probatus ille du 7 avril 1978, le pape Paul VI décrète que la Vierge Marie, vénérée sous le vocable de Notre-Dame de Protection, est la principale patronne du diocèse.

## Évêques
- Juan Eliseo Mojica Oliveros (26 avril 1977 - 27 décembre 1989)
- Guillermo Álvaro Ortiz Carrillo (27 décembre 1989 - 24 février 2000)
- José Vicente Huertas Vargas (23 juin 2000 - 15 juin 2017)
- Julio Hernando García Peláez, depuis le 15 juin 2017